# Donja Slabinja
Donja Slabinja je naselje v občini Kozarska Dubica, Bosna in Hercegovina. 

## Deli naselja
Čapaja, Donja Slabinja, Iškovac, Kondići, Ličko Brdo, Pralice, Rakovača, Strajići in Vujanovići.

## Prebivalstvo
| Pregled števila prebivalcev po letih | Pregled števila prebivalcev po letih | Pregled števila prebivalcev po letih | Pregled števila prebivalcev po letih | Pregled števila prebivalcev po letih | Pregled števila prebivalcev po letih |
| ------------------------------------ | ------------------------------------ | ------------------------------------ | ------------------------------------ | ------------------------------------ | ------------------------------------ |
| 1948                                 | 1953                                 | 1961                                 | 1971                                 | 1981                                 | 1991                                 |
| -                                    | -                                    | -                                    | 677                                  | 527                                  | 482                                  |

| Narodna sestava prebivalstva po letih                                                                                      | Narodna sestava prebivalstva po letih                                                                                       | Narodna sestava prebivalstva po letih                                                                                      |
| --- | --- | --- |
| 1971 | 1981 | 1991 |
| . skupaj: 677 Srbi 674 (99,55 %) Hrvati 0 (0,00 %) Muslimani 0 (0,00 %) Jugoslovani 2 (0,29 %) drugi in neznano 1 (0,14 %) | . skupaj: 527 Srbi 499 (94,68 %) Muslimani 1 (0,18 %) Hrvati 0 (0,00 %) Jugoslovani 26 (4,93 %) drugi in neznano 1 (0,18 %) | . skupaj: 482 Srbi 469 (97,30 %) Hrvati 0 (0,00 %) Muslimani 0 (0,00 %) Jugoslovani 9 (1,86 %) drugi in neznano 4 (0,82 %) |